# Ceinture des Jardins
La ceinture des Jardins, ou anneau des Jardins (russe : Садовое кольцо, Sadovoïe Koltso), est un boulevard périphérique, qui entoure le centre de Moscou, capitale de la Russie. 

## Situation et accès
D'une longueur de 15,6 kilomètres, elle constitue la limite historique de ce qu'on appelait naguère la Zemlyanoy Gorod (la « ville de Terre »).
Il est desservi par la ligne circulaire du métro de Moscou, la ligne Koltsevaïa.

## Historique
La ceinture des Jardins est dessinée lors de la reconstruction de Moscou après l'incendie de 1812 sur une ancienne ligne de fortification;

## Bâtiments remarquables et lieux de mémoire

### Ponts
- Pont Vyssokoïaouzski (ru)
- Pont Bolchoï Krasnokholmski
- Pont Maly Krasnokholmski (ru)
- Pont de Crimée